# Biebrza
De Biebrza is een rivier in het noordoosten van Polen. Deze rivier ontspringt net over de grens in Wit-Rusland en mondt uit in de Narew.
De rivier heeft een lengte van 164 kilometer en het stroomgebied is 7092 km² groot, waarvan 7067 km² in Polen.
Het Augustów-kanaal loopt van de Biebrza naar de Memel rivier.

## Natuur
De rivier staat bekend vanwege haar natuurwaarden. De rivier heeft de status van Nationaal Park: Biebrzański Park Narodowy. Langs vrijwel de hele rivier heeft dit park een breedte variërend van enkele kilometers tot vele tientallen kilometers.
Nergens in Nederland tref je een rivier aan die zo vrij kan meanderen. Het heeft vele biologen ook geïnspireerd voor Nederlandse natuurontwikkelingsplannen.
In het gebied leven een paar honderd elanden, vele bevers, edelherten, wild zwijn en andere zoogdieren. Europese kraanvogels, watersnip, poelsnip en de vele honderden ooievaars zijn algemeen voorkomende soorten. Soms tref je er een zwarte ooievaar, een schreeuwarend of een Europese zeearend.
Goniądz is misschien wel het centrum van het Nationaal Park. Vlak bij dit stadje is een klein bezoekerscentrum en zetelt de directie van dit park.

## Steden
Belangrijke steden zijn.
- Lipsk
- Sztabin
- Goniądz
- Wizna

- Virtual International Authority File: 234661630